# Philipsburg (Pensilvânia)
Philipsburg é um distrito localizado no estado norte-americano de Pensilvânia, no Condado de Centre.

## Demografia
Segundo o censo norte-americano de 2000, a sua população era de 3056 habitantes.
Em 2006, foi estimada uma população de 2917, um decréscimo de 139 (-4.5%).

## Geografia
De acordo com o United States Census Bureau tem uma área de
2,1 km², dos quais 2,1 km² cobertos por terra e 0,0 km² cobertos por água. Philipsburg localiza-se a aproximadamente 448 m acima do nível do mar.

## Localidades na vizinhança
O diagrama seguinte representa as localidades num raio de 12 km ao redor de Philipsburg.